# 认知重评
认知重评(Cognitive Reappraisal)属于先行关注的情绪调节策略，它指对认知的改变，改变对引起情绪的事件的看法和理解方式，从新认识情绪事件，改变情绪事件可能会给个人带来的情绪性影响及意义的认识，即重新解读或重新构建情感事件以降低负面影响的过程；表达抑制属于反应关注的情绪调节策略，是反应调整的一种，指对可能将要发生或正在发生的情绪表达行为进行抑制 。

## 认知重评与睡眠质量
较差的睡眠质量与更差的使用认知重评策略调节情绪的能力呈显著相关。
与健康个体相比，失眠患者更倾向于采用表达抑制(Expression Suppression)、少采用认知重评(Cognitive Reappraisal)的情绪调节方法 。大学生认知重评对睡眠质量有直接的显著影响，表达抑制对睡眠质量没有显著的影响 。由此，情绪调节可以通过对于调节策略的选择，影响个体的睡眠质量。更有研究表明，认知重评策略使用频率与睡眠质量之间呈显著正相关，用认知重评调节情绪的人更加容易有高质量睡眠，情绪调节策略的选择及使用频率对于睡眠质量有着预测作用 。
1. ↑  OCHSNER, K; GROSS, J. . Trends in Cognitive Sciences. 2005-05, 9 (5). ISSN 1364-6613. doi:10.1016/j.tics.2005.03.010.
2. ↑  Mauss, Iris B.; Troy, Allison S.; LeBourgeois, Monique K. . Cognition & Emotion. 2013-04, 27 (3)  [2023-06-06]. ISSN 0269-9931. PMC 3931554 . PMID 23025547. doi:10.1080/02699931.2012.727783. （原始内容存档于2023-01-25） （英语）.
3. ↑  游兰香.  (学位论文). 福建师范大学. 2009.
4. ↑  麻馨月.  (学位论文). 西北师范大学. 2016.
5. ↑  麻馨月.  (学位论文). 西北师范大学. 2016.